# Nuoto pinnato in piscina ai I Giochi del Mediterraneo sulla spiaggia - 50 metri AP maschili
La specialità dei 50 metri AP del nuoto pinnato in piscina ai I Giochi del Mediterraneo sulla spiaggia si disputò il 2 settembre 2015, presso le Piscine Le Naiadi di Pescara, in Italia.

## Podio
| Posizione | Atleta               | Nazionalità |
| --------- | -------------------- | ----------- |
| Oro       | Alexandre Noir       | Francia     |
| Argento   | Cesare Fumarola      | Italia      |
| Bronzo    | Loukas Karetzopoulos | Grecia      |

## Risultati

### Batterie
Le batterie si sono svolte il 2 settembre 2015, alle ore 9:30.

#### Gruppo 1
| Pos. | Corsia | Atleta                    | Nazionalità | Tempo | Note |
| ---- | ------ | ------------------------- | ----------- | ----- | ---- |
| 1    | 4      | Cesare Fumarola           | Italia      | 14"81 | Q    |
| 2    | 5      | Jose Antonio Perez Romero | Spagna      | 15"24 | Q    |
| 3    | 3      | Sranys Caron              | Francia     | 15"85 | Q    |
| 4    | 6      | Hamit Taha Tayfur         | Turchia     | 16"73 |      |
| 5    | 2      | Nasrallah                 | Algeria     | 19"22 |      |

#### Gruppo 2
| Pos. | Corsia | Atleta               | Nazionalità | Tempo | Note |
| ---- | ------ | -------------------- | ----------- | ----- | ---- |
| 1    | 4      | Loukas Karetzopoulos | Grecia      | 15"11 | Q    |
| 2    | 3      | Berker Cakar         | Turchia     | 15"61 | Q    |
| 3    | 5      | Omar Ramadan         | Egitto      | 16"28 | Q    |
| 4    | 2      | Igor Zagar           | Croazia     | 16"79 |      |
| 5    | 6      | Luka Djurdj          | Croazia     | 20"32 |      |
| 6    | 7      | Shishang Shubana     | Libia       | dq    |      |

#### Gruppo 3
| Pos. | Corsia | Atleta                | Nazionalità | Tempo | Note |
| ---- | ------ | --------------------- | ----------- | ----- | ---- |
| 1    | 4      | Alexandre Noir        | Francia     | 15"06 | Q    |
| 2    | 3      | Giona Cristofari      | Italia      | 15"30 |      |
| 3    | 6      | Jesus Carvaca Vilchez | Spagna      | 15"84 | Q    |
| 4    | 5      | Ahmed Elakad          | Egitto      | 16"36 |      |
| 5    | 2      | Antoine Aouidad       | Algeria     | 17"14 |      |
| 6    | 7      | Stefan Vukasinovic    | Serbia      | 17"92 |      |

### Finale
La finale si è svolta il 2 settembre 2015, alle 17:00.
| Pos.    | Corsia | Atleta                    | Nazionalità | Tempo | Note |
| ------- | ------ | ------------------------- | ----------- | ----- | ---- |
| Oro     | 5      | Alexandre Noir            | Francia     | 14"85 |      |
| Argento | 4      | Cesare Fumarola           | Italia      | 14"93 |      |
| Bronzo  | 3      | Loukas Karetzopoulos      | Grecia      | 15"06 |      |
| 4       | 6      | Jose Antonio Perez Romero | Spagna      | 15"24 |      |
| 5       | 2      | Giona Cristofari          | Italia      | 15"40 |      |
| 6       | 8      | Stanys Caron              | Francia     | 15"73 |      |
| 7       | 1      | Jesus Caravaca Vilchez    | Spagna      | 15"90 |      |
| 8       | 7      | Berker Cakar              | Turchia     | 15"91 |      |